# Eupithecia paupera
Eupithecia paupera är en fjärilsart som beskrevs av András Vojnits 1982. Eupithecia paupera ingår i släktet Eupithecia och familjen mätare. Inga underarter finns listade i Catalogue of Life.